# Strada statale 5 Via Tiburtina Valeria
La strada statale 5 Via Tiburtina Valeria è un'arteria viaria, istituita come strada statale nel 1928, che attraversa nel suo percorso Lazio e Abruzzo, con una lunghezza di 216,6 km.

## Storia
L'antica via consolare Tiburtina Valeria fu elevata a strada consolare dal console Marco Valerio Massimo attorno al 286 a.C..
Collegava Roma all'antica Tibur (Tivoli) già nel 450 a.C. e dopo qualche tempo collegò Alba Fucens.
Nel 308/302 a.C. la strada raggiunse Collarmele con una deviazione per Marruvium. La strada era spesso percorsa da soldati durante i conflitti locali, da pellegrini che visitavano i santuari ivi presenti e dalla nobiltà romana che soggiornava nelle ville costruite nelle campagne di Tivoli. Negli anni seguenti la caduta dell'impero romano d'occidente la strada, non più manutenuta nella sua interezza, cadde presto in disuso: molti tratti col tempo regredirono a sentieri di campagna, mentre altri furono integrati nei percorsi dei diversi tratturi che collegavano Abruzzo e Puglia, come nel caso del tratturo Celano-Foggia, coincidente con l'antica via romana nel tratto tra Celano e la Conca Peligna.
La moderna strada statale 5 Via Tiburtina fu istituita nel 1928 con il seguente percorso: «Roma - Tivoli - Avezzano - Innesto con la n. 83 presso Cerchio - Raiano - Popoli - Pescara».
Nel 1933 la denominazione della strada fu mutata da "Via Tiburtina" a "Via Tiburtina Valeria".
In seguito al decreto legislativo n. 112 del 1998, dal 2001, la gestione di una gran parte della struttura è passata dall'ANAS alle regioni Lazio e Abruzzo, che hanno ulteriormente devoluto le competenze rispettivamente alla città metropolitana di Roma Capitale e alle province dell'Aquila, di Chieti e di Pescara. Attualmente l'ANAS gestisce dal km 15,800 al km 70,000 e dal km 98,200 al km 216,600: la prima tratta si trova nella quasi totalità nel Lazio, dalla intersezione con Marco Simone (Guidonia Montecelio) fino al km 65,000 dove si trova il confine regionale; la seconda si trova in Abruzzo e si estende dall'innesto della SS5 quater fino all'intersezione con l'asse attrezzato Chieti-Pescara, anch'esso gestito dall'ANAS.

## Percorso

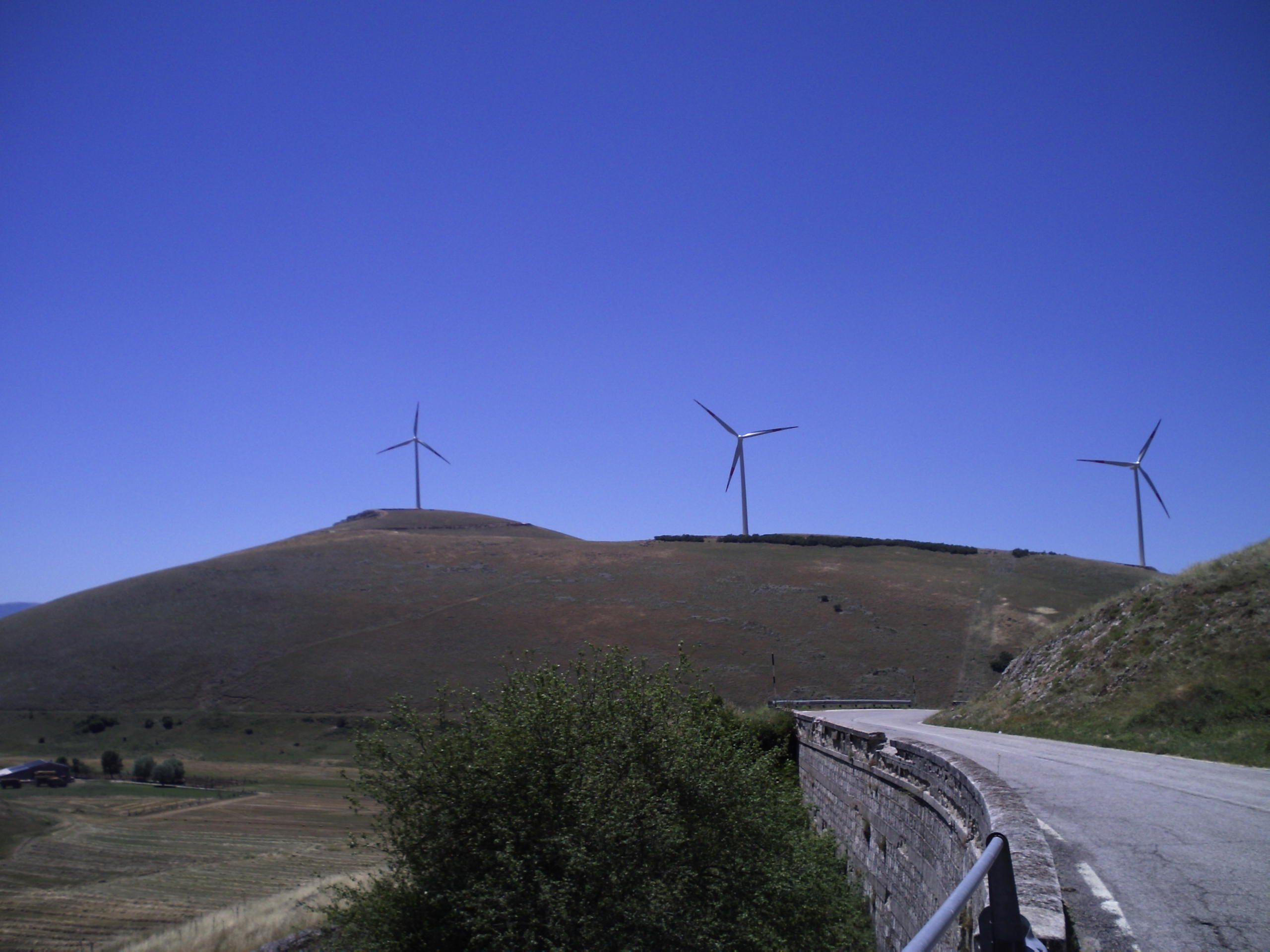
La strada nei pressi del passo di Forca Caruso

Il tracciato della strada, che segue l'antico, parte dalla città di Roma da Porta Tiburtina e, in prossimità della stazione omonima nel quartiere San Lorenzo, costeggia il cimitero del Verano, attraversa Portonaccio e prosegue verso il quartiere di Ponte Mammolo dove ha sede il secondo istituto penitenziario romano ossia il carcere di Rebibbia.
Nel suo percorso verso Tivoli, la strada attraversa le frazioni di Settecamini con l'area industriale del Tecnopolo tiburtino, Villalba e Villanova di Guidonia, Tivoli Terme e Villa Adriana. Tale tratta fra il 1879 e il 1934 ospitò il binario della tranvia Roma-Tivoli.
Da Tivoli il percorso prosegue alla volta di Vicovaro lungo la valle dell'Aniene (dove inizia ad affiancare l'autostrada A24), Castel Madama, Roviano, Arsoli, Riofreddo ed entra in Abruzzo. Tocca poi i comuni e le località di Oricola e Carsoli, dove dal vecchio tracciato si separa la variante SS 5 Quater (che invece prosegue verso il borgo di Pietrasecca); attraversato il centro cittadino carseolano la strada sale di quota con alcuni tornanti, passando dapprima per la frazione di Colli di Monte Bove per poi raggiungere il Valico di Monte Bove ai piedi del Monte Guardia d'Orlando e del Monte Bove stesso. Il valico, che separa la Piana del Cavaliere dai Piani Palentini, con i suoi 1220 m s.l.m. è la massima altitudine raggiunta dell'arteria. Nei pressi dello stesso valico ha inizio anche la strada che, salendo di quota, conduce alla vicina località turistica di Marsia (Tagliacozzo). La strada, scendendo, raggiunge i bivi di Roccacerro e di Tremonti proseguendo poi verso Tagliacozzo, Scurcola Marsicana, Avezzano (dove inizia a costeggiare la piana del Fucino e l'autostrada A25) e Collarmele, quindi salendo nuovamente, stavolta verso il valico di  Forca Caruso (1107 m s.l.m.), che fa da spartiacque tra il versante tirrenico ed il versante adriatico da un lato e dall'altro separa il massiccio del Velino-Sirente dai Monti del Parco nazionale d'Abruzzo, Lazio e Molise. Passato il valico la strada prosegue per Castel di Ieri, Castelvecchio Subequo, Raiano e Corfinio; da qui la strada entra nella Val Pescara costeggiando il fiume Pescara dalla sua sorgente, sita nei pressi di Popoli Terme, fino alla foce. Lungo la valle la strada attraversa Popoli Terme, Bussi sul Tirino, Tocco da Casauria, Piano d'Orta (Bolognano), Scafa e Manoppello Scalo (Manoppello). Alle porte di Chieti si dirama dalla strada il raccordo autostradale 12, che ne costituisce una variante a scorrimento veloce sino al porto di Pescara. Una volta attraversati i centri di Chieti Scalo e Sambuceto (San Giovanni Teatino), dove costeggia l'aeroporto di Pescara, la strada raggiunge infine la città di Pescara, dove si immette nella strada statale 16 Adriatica.
Nel tratto Carsoli-Pietrasecca-Tagliacozzo è presente il percorso alternativo della SS 5 quater, meno tortuoso e più basso in quanto raggiunge il valico Colle Civitella a 978 m s.l.m.

## Varianti e diramazioni
- ex SS 5 racc, ora SP 209, da Bivio Brecciarola a Chieti in provincia di Chieti
- ex SS 5 bis Vestina Sarentina, ora SS 696 del Parco Regionale Sirente-Velino e SR 5 bis, dall'Aquila a Celano in provincia dell'Aquila
- ex SS 5 bis dir, ora SS 696 dir Vestina, da Celano a Paterno (Avezzano) in provincia dell'Aquila
- ex SS 5 ter, ora SP 5 ter, da Bivio di Guidonia (Guidonia Montecelio) a Guidonia Montecelio, nella città metropolitana di Roma Capitale
- SS 5 quater da Carsoli a Tagliacozzo in provincia dell'Aquila
- SS 5 quater dir del Casello di Tagliacozzo, da Pietrasecca (Carsoli) allo svincolo Tagliacozzo dell'autostrada A24 in provincia dell'Aquila
- ex SS 5 dir, ora SR 5 dir, da Raiano a Pratola Peligna in provincia dell'Aquila
- ex SS 5 dir/A raccordo Raiano-Nucleo area artigianale